# Нововинницкое
Нововинницкое — посёлок в Адамовском районе Оренбургской области. Входит в состав Адамовского поссовета.

## История
Посёлок основан в 1907 г. украинскими переселенцами из Каменец-Подольской губернии. По прежнему месту жительства населенный пункт получает свое название (Винница один из губернских городов). До 1917 г. посёлок входил в состав Адамовской волости Кустанайского уезда Тургайской области. Посёлок сильно пострадал в период голода 1921 г. В период коллективизации образован колхоз имени Сталина, в 1957 г. на базе колхоза образован совхоз «Россия», позже переименованный в «Заря коммунизма».

## Население
| 2010 |
| ---- |
| 260  |